# Francesc Solà Camps
Francesc Solà Camps   (Girona, 15 de febrer de 1916 - Girona, 9 d'abril de 2002) fou un òptic de professió i un fotògraf i cineasta afeccionat.

## Biografia
Solà estudià a Girona, als Maristes i a l'Institut de Batxillerat. Va militar a la Federació de Joves Cristians de Catalunya (FJCC) i acompanyava al seu pare, Pere Solà i Baborés, a les excursions que feia amb el GEiEG. El seu pare fou qui li va transmetre l'ofici d'òptic i el de joier. Pere Solà morí quan Francesc tenia només 16 anys. Fou llavors quan es va iniciar al negoci, treballant i estudiant al mateix temps, esdevenint el successor de l'establiment Òptica Solà, creat el 1882 pel matrimoni compost per Francesc d'Assís Solà i Oliveras, i Dolors Baborés i Fortich.
El 3 de febrer de 1952, Solà fou nomenat regidor de l'Ajuntament de Girona, durant el mandat de l'alcalde Antoni Franquet Alemany. Càrrec que cessà el 2 de febrer de 1958, en mandat de l'alcalde Pere Ordis Llach.
Partícip de l'afició excursionista i esportiva de la ciutat, fou soci del GEiEG. En morir l'any 2002, n'era el soci número 2. Vinculat també a les tradicions gironines, fou membre de la congregació dels Manaies i tocava el pifre a la processó del Divendres Sant. Solà havia gaudit d'una sòlida formació musical a l'acadèmia de piano del músic Francesc Civil i Castellví, juntament amb els seus germans Josep Maria Solà Camps i Narcís Solà Camps.
Mecenes i amant de les arts, el cinema i la pintura, es relacionà amb nombrosos i destacats artistes gironins, des d'Antoni Varés Martinell fins a Lluís Bosch Martí. Membre de l'Agrupació Fotogràfica i Cinematogràfica de Girona i Província (AFIC) des dels seus inicis, formà part de la comissió organitzadora encarregada de redactar i aprovar els estatuts de l'agrupació. Solà fou un destacat fotògraf i cineasta afeccionat des de finals dels anys quaranta. Va rodar desenes de pel·lícules, algunes de ficció, d'altres de caràcter domèstic, sovint amb una trama predeterminada. Foren premiades en concursos de cinema amateur, com ara la medalla de plata en el concurs nacional del 1950 per la pel·lícula Cercant la fresca, rodada el 1949 a l'Alt Pallars, amb la col·laboració del també soci del GEiEG Ernest Gussinyé Ribas.

Solà va merèixer aquest comentari per part del director del Festival de Cinema de Girona, Lluís Valentí i Bohigas, el 1997:
«Rodava amb un mínim de mitjans i una gran sensibilitat cinematogràfica. El seu rigor en el treball el convertí en el cineasta més guardonat de la seva generació. Francesc Solà sempre s'ha enorgullit de ser amateur.»

## Fons cinematogràfic
L'any 2017 van ingressar al Centre de Recerca i Difusió de la Imatge (CRDI) de l'Arxiu Municipal de Girona, trenta-nou pel·lícules cinematogràfiques en les seves bobines originals, acompanyades d'un llistat amb les inscripcions fetes a les bobines i les capses, i unes fotografies de cadascuna de les pel·lícules.
Es tracta de filmacions majoritàriament de caràcter familiar com excursions al camp o les vacances familiars a Sant Antoni de Calonge. Destaquen pel seu interès vàries pel·lícules de festes tradicionals a la ciutat de Girona, com el Corpus o les Fires i festes de Sant Narcís. També hi ha algunes pel·lícules de ficció i unes pel·lícules produïdes per l'Òptica Solà i filmades per Salvador Crescenti Miró de la temporada del Girona Futbol Club.
Aquest material fílmic llegat dels anys quaranta, cinquanta i primers dels seixanta, constitueix una aportació documental de primer ordre per a la història social gironina en temes com les festes populars o la història de l'escoltisme.